# Death Angel
Death Angel est un groupe de thrash metal américain, originaire de San Francisco, en Californie. Il est associé aux groupes de la Bay Area. Le groupe compte au total dix albums depuis The Ultra-Violence en 1987 jusqu'à The Evil Divide en 2016. Entre 1991 et 1995, Dennis Pepa, Andy Galeon, Gus Pepa et Rob Cavestany sortent deux albums sous le nom de groupe de The Organization. Ils participent avec ce groupe à deux éditions du Dynamo Open Air et ouvrent pour Fight sur leur tournée européenne de 1993.
Leur premier album The Ultra-Violence s'est vendu à plus de quarante mille exemplaires en moins de quatre mois. Lors de la tournée accompagnant la sortie d’Act III, le groupe subit un grave accident de bus, dans lequel Andy Galeon fut gravement blessé. Death Angel doit cesser toute activité durant la convalescence de son jeune batteur. Au cours de cette période, Mark Osegueda quitta le groupe, qui se sépara pour ne se reformer qu’en 2001, sans Gus Pepa, pour un concert de soutien à Chuck Billy de Testament puis participe au Hellfest 2012 en France.
Death Angel se caractérisait par des musiciens extrêmement jeunes avec par exemple Andy Galeon le batteur qui avait tout juste 14 ans en 1987 pour le premier album. Leurs qualités musicales leur ont valu d'être repérés par Kirk Hammett qui a produit leur démo Kill as One.

## Biographie

### Débuts (1982–1986)
Death Angel est formé dans la Baie de San Francisco, en Californie, en 1982 par les cousins Rob Cavestany (guitare), Dennis Pepa (chant, basse), Gus Pepa (guitare rythmique), et Andy Galeon (batterie) - tous de racines philippines. Après plusieurs changements de nom, comme Dark Fury, Cavestany et D. Pepa adoptent le nom de Death Angel d'après un livre qu'ils ont vu en magasin. En 1983, le groupe publie sa première démo, Heavy Metal Insanity, avec Matt Wallace à la production. D'après Mark Osegueda, le groupe était « plus axé heavy metal, dans la veine d'Iron Maiden ou de Tygers of Pan Tang » tandis que le mouvement Bay Area thrash metal n'en était qu'à ses débuts. Osegueda, cousin issu de germain des quatre membres, devient le chanteur du groupe en 1984 et effectue sa première tournée avec Megadeth en avril la même année.
Death Angel continue de jouer aux alentours de San Francisco pendant deux ans, écrivant des chansons et améliorant ses techniques sur scène. En 1985, le groupe enregistre la démo Kill as One avec Kirk Hammett de Metallica (qu'ils ont rencontré en 1983) à la production. Les échanges de la démo s'effectuent dans la scène underground au début des années 1980, et attire les foules. Osegueda explique que le groupe tournera à New York, là où s'effectuaient ses échanges, avant d'enregistrer leur premier album studio.

### The Ultra-ViolenceetFrolic Through the Park(1987–1989)
Le succès de Kill as One mène à la signature d'un contrat avec Enigma Records, qui publiera le premier album de Death Angel, The Ultra-Violence, en 1987. Le groupe enregistre l'album alors que tous les membres n'ont que 20 ans. Un clip est tourné pour la chanson Voracious Souls, qui parle d'un groupe de cannibales, mais ne sera jamais diffusé sur MTV à cause de la nature des paroles.
Le groupe publie la suite, Frolic Through the Park, en 1988, qui comprend le single Bored (utilisé pour le film Leatherface: The Texas Chainsaw Massacre III), un clip qui sera fréquemment publié par MTV à l'émission Headbanger's Ball. Frolic reprend divers éléments thrash du premier album ; il comprend une reprise de la chanson Cold Gin de Kiss. Le groupe joue pour la première fois à l'international et se popularise au Japon.

### Act IIIet séparation (1989–1991)
Geffen Records rachète le contrat du groupe à Enigma Records en 1989 et publie le troisième album de Death Angel, Act III, en 1990. Produit par Max Norman (qui a collaboré avec Ozzy Osbourne, Megadeth, Savatage, Fates Warning et Loudness), l'album comprend des éléments de funk, thrash, et heavy metal avec un soupçon de guitare acoustique. L'album comprend les singles Seemingly Endless Time et A Room with a View (une ballade chantée par le guitariste Rob Cavestany), et ces deux chansons sont diffusées au Headbangers Ball.
Aussi en 1990, Enigma Records — qui a déjà vendu les intérêts du groupe à Geffen label — publie et distribue illégalement Fall from Grace, un bootleg live non autorisé issu de leurs deux premiers albums, et enregistré à Paradiso à Amsterdam, aux Pays-Bas. L'album est publié sans accord du groupe que ce soit sur le contenu, les crédits, le concept ou même la pochette. Le groupe apprend son existence lors d'une balade chez un disquaire à Tucson, en Arizona, avant de tomber dans un accident de voiture presque fatal. Enigma Records met la clé sous la porte peu après la sortie de l'album.
Death Angel embarque dans une tournée mondiale en soutien à Act III en 1990, jouant à guichet au Warfield Theater de San Francisco, au Ritz de New York, et au Hammersmith Odeon en Angleterre. Le groupe est aussi annoncé en ouverture pour la tournée Clash of the Titans avec Megadeth, Slayer, et Anthrax plus tard dans l'année. À la fin de 1990, roulant en Arizona vers un concert à Las Vegas, dans le Nevada, le bus du groupe a un accident, et le batteur Andy Galeon est sérieusement blessé. Osegueda quitte le groupe et emménage à New York pour une vie hors de la musique.

### Post-séparation (1991–2001)
En été 1991, avec un Galeon totalement rétabli, les membres restants de Death Angel, excepté Osegueda, se reforment sous le nom de The Organization (d'après le titre d'un chanson extraite de Act III), avec Cavestany au chant. Le groupe s'axe désormais plus sur le funk et le rock alternatif, plutôt que le heavy metal. La première démo de The Organization est enregistrée et produite aux studios du City College of San Francisco par Eric Kauschen et Dana Galloway.
The Organization tourne intensément aux États-Unis et en Europe, avec deux apparitions au festival Dynamo Open Air aux Pays-Bas, en soutien à Rob Halford, et en soutien à Motörhead en Europe. Cependant, leurs albums The Organization (1993) et Savor the Flavor, distribués par Metal Blade Records, auront du mal à se faire connaitre du grand public, et Cavestany et Galeon décideront de se séparer.
En 1998, Cavestany et Galeon se réunissent avec Osegueda pour la première fois depuis 1990. Avec le bassiste Michael Isaiah, ils forment le groupe Swarm et publient un EP quatre titres homonyme en 1999, et l'EP cinq titres Devour en 2000. Swarm tourne avec Jerry Cantrell d'Alice in Chains en 2000.

### Réunion etThe Art of Dying(2001–2007)
Death Angel se réunit officiellement en août 2001 pour le Thrash of the Titans, un concert en soutien au chanteur Chuck Billy de Testament atteint d'un cancer. Le guitariste Gus Pepa ne participe pas à la réunion, car étant hors du pays. Sous les conseils de Cavestany, et avec l'accord de Gus, le groupe recrute leur ami de longue date Ted Aguilar à la guitare rythmique. Le groupe participera au Wacken Open Air en 2004. En 2004, 14 ans après la sortie de leur dernier album, le groupe publie The Art of Dying au label Nuclear Blast. Archives and Artifacts, un coffret qui comprend des versions remasterisées de The Ultra-Violence et Frolic Through the Park, avec un CD/DVD bonus intitulé Rarities, est publié en 2005.
Osegueda annoncera, depuis, son implication au sein du groupe All Time Highs, mais maintient son rôle dans Death Angel. En août 2007, Cavestany publie un album solo composé de chansons acoustiques, Lines on the Road, écrites avec Gus Pepa, et jouées par Cavestany (chant, basse, guitare), Gus Pepa (guitare) et Galeon (batterie).

### Killing Season(2007–2009)
En avril 2007, ils jouent en tête d'affiche du Pulp Summer Slam aux Philippines. Killing Season, enregistré aux Studio 666 de Dave Grohl à Northridge, en Californie, est publié le 26 février 2008. Le clip de la chanson Dethroned, extraite de Killing Season, est publié en ligne le jeudi 17 avril 2008 sur Headbangers Blog. En concert le 28 octobre au Grand de San Francisco, Death Angel annonce le départ du membre fondateur Dennis Pepa et sa dernière performance sur place avec le groupe.
Le 10 janvier 2009, Death Angel annonce l'arrivée du bassiste Sammy Diosdado. Diosdado est originaire de la Bay Area et a déjà été impliqué dans le groupe de punk hardcore The Sick, en plus d'être membre du groupe de rock n roll All Time Highs, avec Osegueda.

### Relentless Retribution(2009–2012)

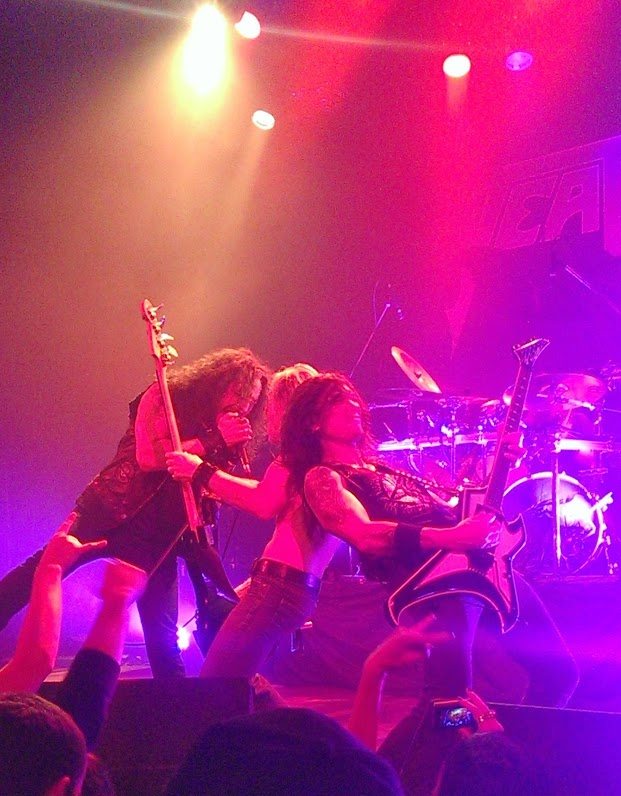
Death Angel sur scène à Toronto, en 2013.

Le 28 mai 2009, Death Angel annonce le départ d'Andy Galeon, laissant derrière lui Cavestany comme seul membre fondateur restant. Il est remplacé par Will Carroll (ex-Scarecrow, Old Grandad et Vicious Rumors). En novembre, Diosdado est remplacé paer le bassiste de Scarecrow / Potential Threat Damien Sisson.
Relentless Retribution est publié le 3 septembre 2010 en Europe. L'album est enregistré aux Audiohammer Studios de Sanford, en Floride, avec le producteur Jason Suecof (Trivium, August Burns Red, The Black Dahlia Murder, All That Remains, Whitechapel, DevilDriver) ; il est aussi le premier album de Death Angel enregistré sans le batteur Andy Galeon.

### The Dream Calls for Blood(2013–2014)
Death Angel publie The Dream Calls for Blood le 11 octobre 2013. L'album atteint la 72e place du Billboard 200.

### The Evil Divide(depuis 2015)
En mai 2015, lors d'un entretien avec Groovey.TV, le guitariste Ted Aguilar révèle qu'une suite de l'album The Dream Calls for Blood est en actuelle écriture. Le groupe entre en studio le 1er octobre 2015 pour enregistrer l'album annoncé en avril 2016. Le 16 février 2016, leur huitième album est annoncé sous le titre de The Evil Divide pour le 27 mai. Le groupe poste un décompte officiel sur son site web jusqu'à la sortie de l'album.

## Discographie

### Albums studio
- 1987 : The Ultra-Violence
- 1988 : Frolic Through the Park
- 1990 : Act III
- 2004 : The Art of Dying
- 2008 : Killing Season
- 2010 : Relentless Retribution
- 2013 : The Dream Calls for Blood'
- 2016 : The Evil Divide
- 2019 : Humanicide

### Compilations & Live
- 1990 : Fall From Grace (album live)
- 1991 : Speed Metal Compilation
- 1992 : Leatherface: Texas Chainsaw Massacre 3 Soundtrack
- 2008 : Sonic German Beatdown - Live in Germany (album live)

### Démo
- 1986 : Kill as One

### Singles et EP
- 1989 : Bored
- 1990 : Seemingly Endless Time
- 1990 : A Room With a View

## Membres

### Membres actuels
- Rob Cavestany – guitare solo, chœurs (1982–1991, depuis 2001)
- Mark Osegueda – chant (1984–1991, depuis 2001)
- Ted Aguilar – guitare rythmique, chœurs (depuis 2001)
- Will Carroll – batterie (depuis 2009)
- Damien Sisson – guitare basse (depuis 2009)

### Anciens membres
- Dennis Pepa – guitare basse, chœurs (1982–1991, 2001–2008), chant (1982–1984)
- Gus Pepa – guitare rythmique (1982–1991)
- Andy Galeon – batterie (1982–1991, 2001–2009)
- Chris Kontos – batterie (1991)
- Sammy Diosdado – guitare basse, chœurs (2009)